# Dan Reeves
Pour les articles homonymes, voir Reeves.
(en) Statistiques sur pro-football-reference
Daniel Edward Reeves, dit « Dan Reeves », né le 19 janvier 1944 à Rome (États-Unis) et mort le 1er janvier 2022 à Atlanta, est un joueur américain de football américain devenu entraîneur. Il a été entraîneur principal dans la National Football League (NFL) durant 23 saisons pour les Broncos de Denver, les Giants de New York et les Falcons d'Atlanta.
Il a participé à neuf reprises au Super Bowl, que ce soit en tant que joueur ou entraîneur. Il en remporte deux, un comme joueur et un autre comme entraîneur assistant, avec les Cowboys de Dallas

## Biographie

### Jeunesse
Reeves est né à Rome dans l'État de Géorgie et grandit à Americus. Il fait ses études à l'Université de Caroline du Sud où il joue au poste de quarterback de 1962 à 1964 et est intronisé dans l'Athletic Hall of Fame de son université en 1977.

### Carrière de joueur
En huit saisons avec les Cowboys de Dallas, Reeves gagne 1 990 yards à la course et 1 693 en réception. Sa meilleure saison est la saison 1966 quand il marque sept touchdowns ce qui le place en deuxième position dans la National Football League. En 1967, Reeves lance une passe de touchdown lors de la défaite des Cowboys contre les Packers de Green Bay lors du Ice Bowl. Les Cowboys jouent les playoffs chaque année lorsque Reeves joue pour l'équipe, atteignant deux fois le Super Bowl qu'ils gagnent 24-3 contre les Dolphins de Miami en 1971.

### Carrière d'entraîneur
Reeves, qui est un protégé de Tom Landry, devient le plus jeune entraîneur principal de la NFL quand il rejoint les Broncos de Denver en 1981. Après l'acquisition du quarterback John Elway dans un échange avec les Colts de Baltimore, Reeves guide les Broncos à six playoffs, cinq titres de division, trois championnats de l'AFC et trois Super Bowls perdus (Super Bowl XXI, XXII et XXIV) en douze ans à la tête des Broncos. Reeves est limogé à l'issue de la saison 1992 et est remplacé par Wade Phillips.
Il est le seul entraîneur principal des années 1980 à mener son équipe à deux Super Bowls consécutifs et à jouer trois Super Bowls en quatre ans.
Reeves est ensuite nommé entraîneur principal des Giants de New York de 1993 à 1996. Sa première saison, où il mène les Giants à un bilan de onze victoires pour cinq défaites et une qualification pour les playoffs, est la meilleure de l'histoire des Giants pour une première saison d'un entraîneur principal à leur tête. Reeves est d'ailleurs nommé entraîneur de l'année par l'Associated Press. Reeves est ensuite à nouveau limogé après les saisons 1995 et 1996 où les Giants connurent des bilans négatifs de cinq victoires contre onze défaites puis six victoires et dix défaites.
En 1997, Reeves est nommé entraîneur principal des Falcons d'Atlanta. Sous son autorité, l'équipe qui a terminé la saison 1996 avec seulement trois victoires, progresse. En 1997, les Falcons gagnent sept matchs puis, en 1998, remportent quatorze victoires et leur premier titre de la NFC. Lors de cette saison, Reeves entraîne les Falcons pendant quatorze matchs avant d'être hospitalisé en décembre pour subir une chirurgie cardiaque. Il reprend les commandes de l'équipe trois semaines plus tard lors de la finale de la NFC. Lors du Super Bowl XXXIII, les Falcons perdent 19-34 contre les Broncos de Denver. Il remporte cependant le titre d'entraîneur de l'année.
En 2003, après avoir remporté seulement trois de ses treize premiers matchs, il est limogé par les Falcons qui le remplacent par  Wade Phillips qui lui succède comme entraîneur dans une équipe pour la deuxième fois.

## Palmarès
- Joueur :
  - Vainqueur du Super Bowl VI avec les Cowboys de Dallas

- Entraîneur adjoint :
  - Vainqueur du Super Bowl XII avec les Cowboys de Dallas

- Entraîneur principal :
  - Désigné entraîneur de l'année par l'Associated Press (en) en 1993 et 1998 ;
  - Vainqueur du George Halas Award (en) en 1999 ;
  - Intronisé au Hall of Fame des Broncos de Denver (en).

## Vie privée
Reeves était chrétien et a été marié à Pam Reeves avec qui il a eu trois enfants et six petit-enfants. Ils s'étaient rencontrés au lycée où elle était cheerleader. Lorsqu'il fut entraîneur des Giants, Reeves et sa femme ont vécu à Ho-Ho-Kus dans le New Jersey.
David Andrews, neveu de Reeves a joué dans la NFL,.

### Mort
Reeves est mort de démence à son domicile d'Atlanta le matin du 1er janvier 2022, à l'âge de 77 ans.